# 鶴丸海運

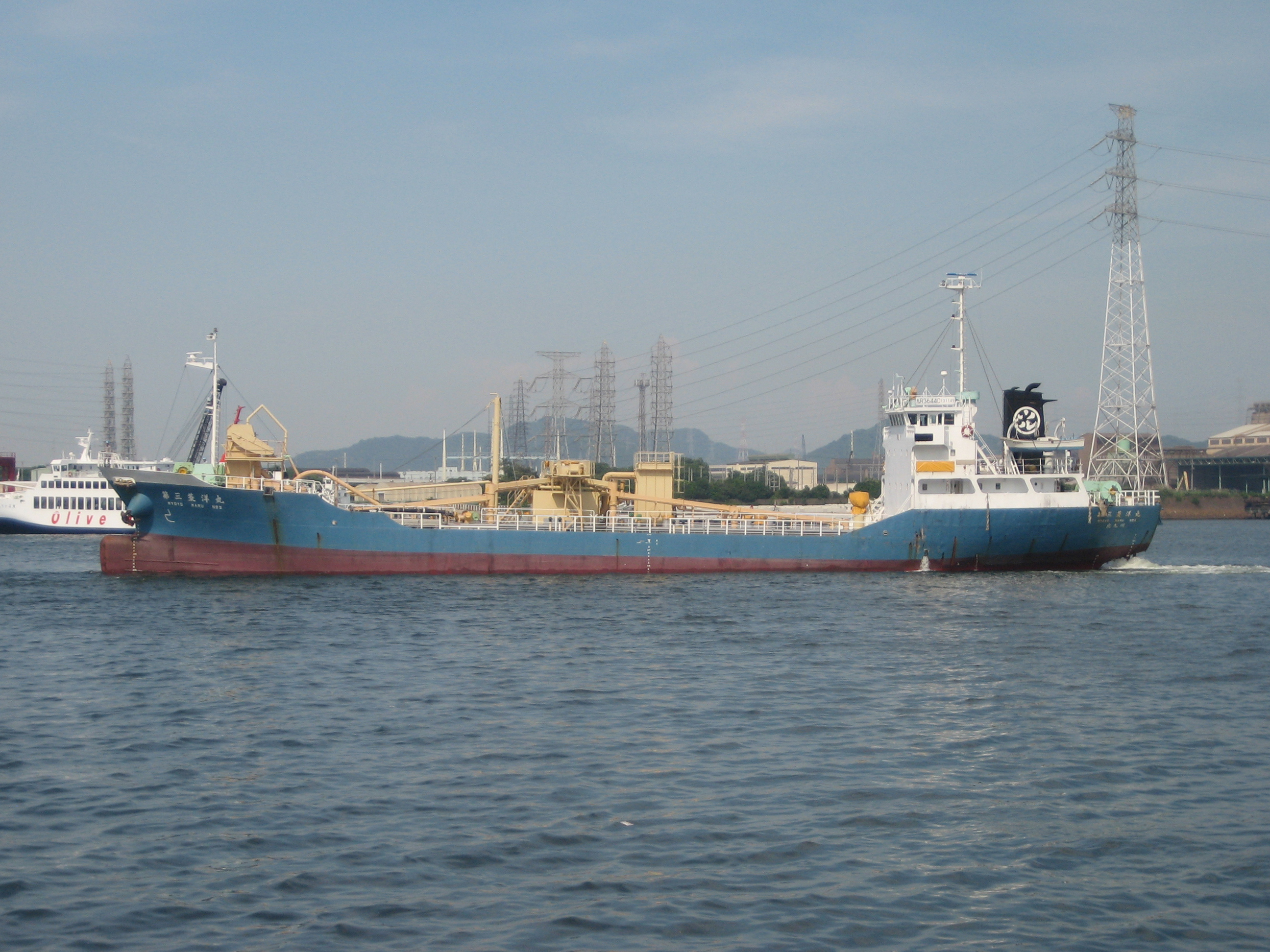
姫路港を出港する第三菱洋丸。

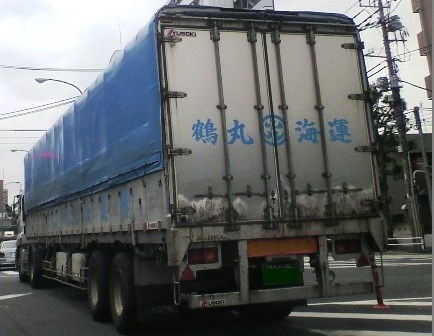
鶴丸海運のトラック

鶴丸海運（つるまるかいうん）は、福岡県北九州市若松区に本社を置く海運会社である。

## 概要
1921年（大正10年）創業。海上運送事業、港湾運送事業、陸上運送事業、機工リース事業、国際物流事業、環境関連事業を展開している。
海上運送事業においては、セメント専用船、一般貨物船、ガット船、プッシャーバージ、ボックスバージ、ケミカルタンカー、台船などの特殊船・専用船を保有している。また、国際物流事業においては、中国、韓国への外航ルートを保有・運航している。
2005年（平成17年）4月より2014年（平成26年）3月31日まで若戸渡船の運航業務を委託されていた。

## 主な取引先
麻生ラファージュセメント、飯野海運、宇部三菱セメント、ケイミュー、新日鐵住金、住友石炭鉱業、双日、デンカ、東京製鐵、ひびき灘開発、三菱マテリアル、吉野石膏、北九州市　　

## 事業所
- 本社 - 〒808-0034：福岡県北九州市若松区本町1丁目5番11号
- 東京支社 - 〒100-0005：東京都千代田区丸の内

## 沿革
- 1921年（大正10年）8月 - 鶴丸廣太郎が個人組織により鶴丸商店を創業し海運業を始める。
- 1935年（昭和10年）2月 - 法人組織「株式会社鶴丸商店」設立。
- 1938年（昭和13年）8月 - 鶴丸汽船株式会社に社名変更。
- 1959年（昭和34年）2月 - 貨物自動車運送業へ進出。
- 1963年（昭和38年）5月 - 倉庫業へ進出、水面業者として認可を受ける。
- 1964年（昭和39年）10月 - 現・社名に変更。
- 1983年（昭和58年） - 福岡営業所を開設。
- 1988年（昭和63年） - 関西営業所を開設。
- 1998年（平成10年） - 今治営業所を開設。
- 1999年（平成11年）9月 - ISO14001認証取得。
- 2003年（平成15年） - 中国に合弁会社鶴丸蓬維物流有限公司を設立。
- 2005年（平成17年）2月 - 下関営業所を開設。
- 2007年（平成19年）7月 - タイに『Tsurumaru Logistics(Thailand) co.,Ltd.』を設立。

## 関連会社
- 鶴丸興業株式会社
- 豊鶴海運株式会社
- 鶴丸運輸株式会社
- 大住陸運株式会社
- 鶴丸コーケン株式会社
- 鶴丸総合サービス株式会社